# Galina Gorochova
Galina Jevgenjevna Gorochova (ryska: Галина Евгеньевна Горохова), född den 31 augusti 1938 i Moskva, Ryssland, är en sovjetisk fäktare.
Han tog OS-brons i damernas lagtävling i florett i samband med de olympiska fäktningstävlingarna 1972 i München.